# Yoshinori Ishigami
Yoshinori Ishigami (Prefectura de Shizuoka, 4 de novembre de 1957) és un futbolista japonès que disputà dotze partits amb la selecció japonesa.